# Лысых, Александр Алексеевич
Алекса́ндр Алексе́евич Лы́сых (7 мая 1904, Вятская губерния — 1970) — советский хозяйственный, государственный и политический деятель, Герой Социалистического Труда.

## Биография
Родился в 1904 году в Вятской губернии в семье крестьянина.
С 1920 года — на хозяйственной, общественной и политической работе. В 1920—1964 гг. — крестьянин в собственном хозяйстве, в Красной Армии, после окончания полковой школы — младший командир, заведующий земельным отделом, первый секретарь Полтавского райкома ВКП(б) Омской области, директор леспромхоза треста «Обьлес», управляющий трестом «Хакаслес» Красноярского края, первый секретарь Боградского райкома партии, первый секретарь Ширинского райкома партии Хакасской АССР.
Указом Президиума Верховного Совета СССР от 11 января 1957 года присвоено звание Героя Социалистического Труда с вручением ордена Ленина и золотой медали «Серп и Молот».
Умер в 1970 году. Похоронен в г. Абакан.

## Награды
- орден «Знак Почёта» (15.11.1942)
- два ордена Трудового Красного Знамени (12.4.1948, 19.10.1950)
- орден Ленина (21.2.1949)
- Герой Социалистического Труда (орден Ленина и золотая медаль «Серп и Молот»; 11.1.1957)
- медали[3].